# 馬周彎貝介
馬周彎貝介（学名：Loxoconcha machoui）为彎貝介科彎貝介屬下的一个种。